# Jaroslav Navrátil
Jaroslav Navrátil (Hustopeče, 1991. december 30. –) cseh labdarúgó, a Nyíregyháza Spartacus csapatában játszik.

## Pályafutása
Navrátil a cseh alacsonyabb ligás MSK Břeclav csapatában kezdte labdarúgó-pályafutását. 2013-ban szerződtette őt a holland élvonalbeli Heracles Almelo csapata, melynek színeiben több mint nyolcvan bajnoki mérkőzésen lépett pályára. 2018 és 2020 között a holland másodosztályban a Go Ahead Eagles csapatában hatvannyolc bajnoki mérkőzésen tizenkét gólt szerzett. 2020 augusztusától 2024 májusáig a magyar élvonalbeli Kisvárda játékosaként 117 bajnoki mérkőzésen 15 gólt szerzett, a 2021–22-es idényben ezüstérmet szerzett.

## Sikerei, díjai

### Klubcsapatokban
Kisvárda
- Magyar labdarúgó-bajnokság ezüstérmes: 2021–22